# Бурвіль (актор)
Бурві́ль (фр. Bourvil, справжнє ім'я Андре́ Робе́р Рембу́р, фр. André Robert Raimbourg; 27 липня 1917 — 23 вересня 1970) — французький актор і співак, відомий своїми ролями у кінокомедіях, особливо в дуеті з Луї де Фюнесом у стрічках «Роззява» (1965) та «Велика прогулянка» (1966).

## Життєпис
Батько загинув на Першій світовій війні до народження Андре. Все дитинство хлопець провів у селі Бурвіль, назва якого згодом стала його сценічним ім'ям. 23 січня 1943 року одружився з Жанною Лефрік.
Помер у віці 53 років після боротьби з хворобою Рустицького-Калера. Похований у Монтенвілі.

## Фільмографія
- 1954: «Таємниці Версаля» / Si Versailles m'était conté — гід в музеї
- 1955: «Гусари» / Les Hussards — рядовий Фліко
- 1956: «Через Париж» / La Traversée de Paris — Марсель Мартен, безробітний таксист
- 1958: «Знедолені» / Les Misérables — Тенардьє
- 1958: «Двостороннє дзеркало» / Le Miroir à deux faces — П'єр Тардіве
- 1958: «Дивна неділя» / Un drôle de dimanche — Жан Бреван
- 1959: «Горбань» / Le bossu — Паскуаль
- 1960: «Капітан» / Le capitan — Гоголен, бродячий комедіант
- 1961: «Усе золото світу» / Tout l'or du monde — Матьє Дюмон, батько і двоє синів: Туан і Марсьяль
- 1962: «Найдовший день» / Le Jour le plus long — учасник опору та голова муніципалітету Кольвіль на Орні
- 1963: «Кухарство на маслі» / La Cuisine au beurre — Андре Коломбе
- 1965: «Роззява» / Le Corniaud — Антуан Марешаль
- 1966: «Велика прогулянка» / La Grande Vadrouille — маляр Огюстен Буве
- 1969: «Мозок» / Le Cerveau — Анатоль